# Postume Ehrungen von Arthur Schnitzler

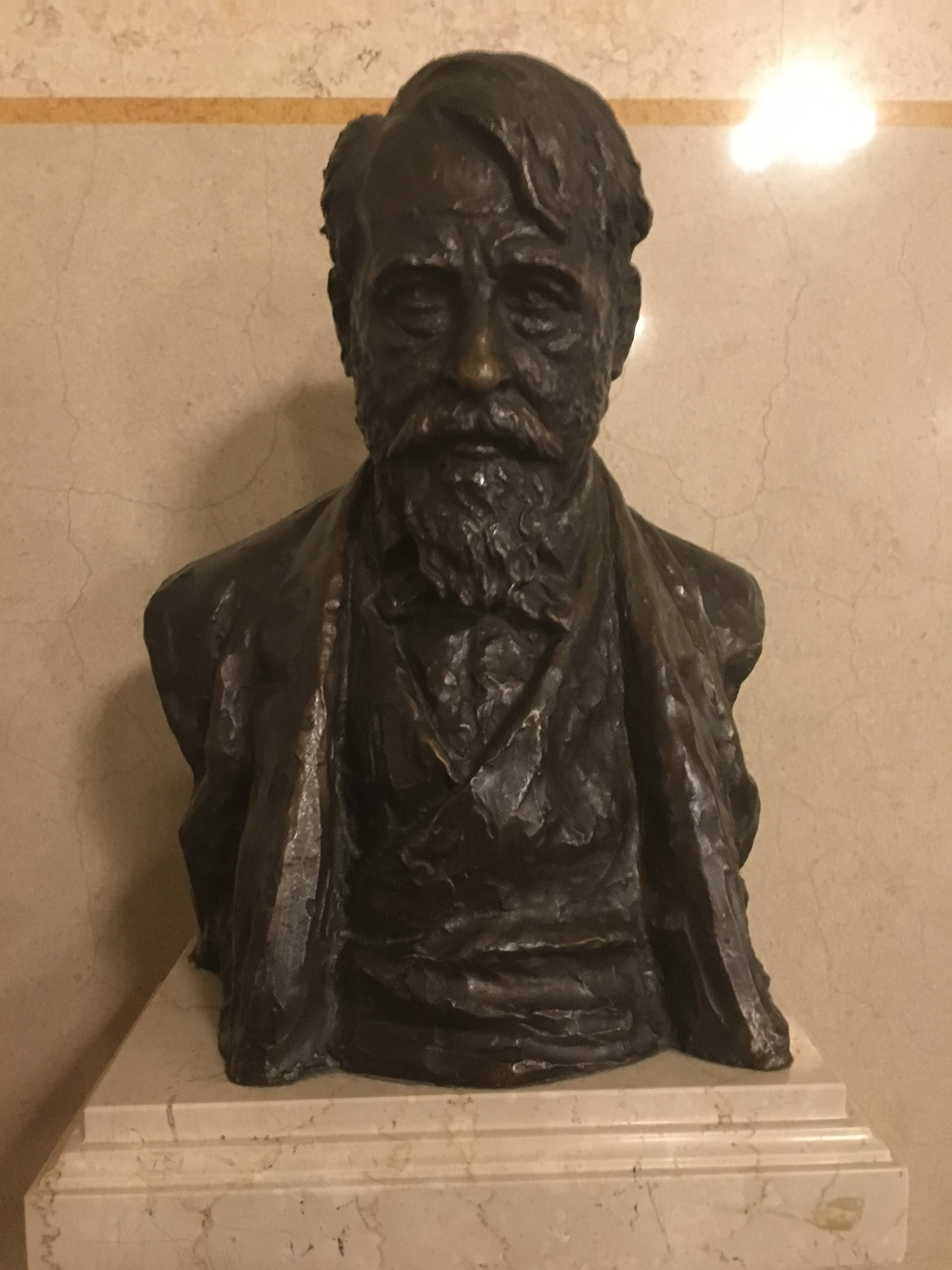
Büste von Sándor Jaray im Burgtheater

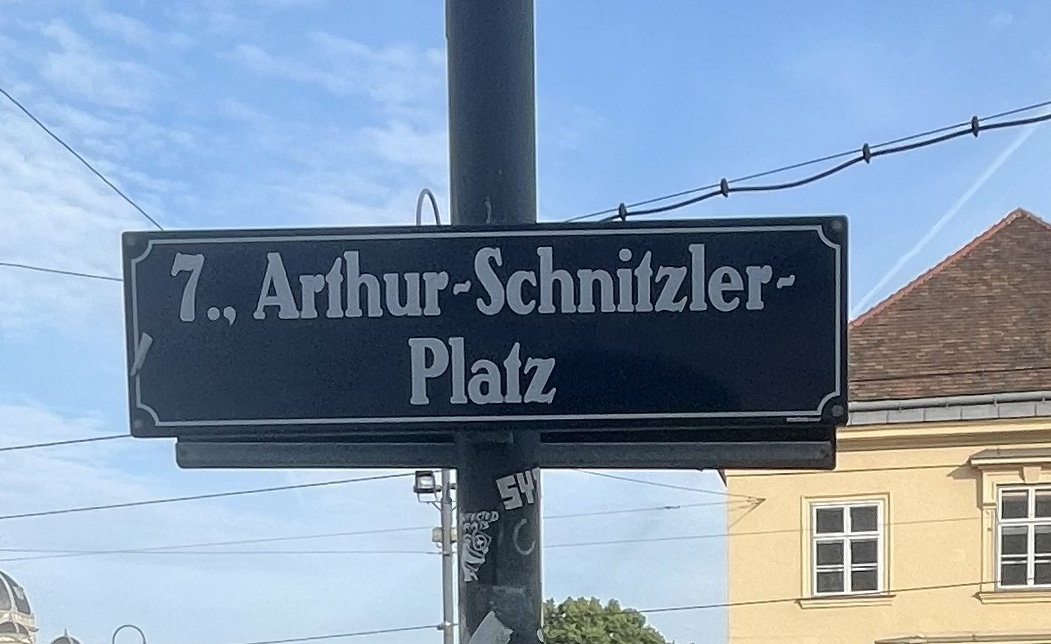
Straßenschild Arthur-Schnitzler-Platz in Wien

Arthur Schnitzler (1862–1931) starb als einer der erfolgreichsten Dramatiker und Schriftsteller seiner Zeit. Als jüdischer Autor war er in der Zeit des Nationalsozialismus verpönt und erst in der Nachkriegszeit setzte eine langsame Institutionalisierung zum Klassiker ein. Heute erinnern mehrere Orte im deutschsprachigen Raum mit Straßenbenennungen und Gedenktafeln an ihn.

## Denkmäler
- 1971 wurde eine Schnitzler-Büste von Sandor Jaray im Burgtheater in Wien enthüllt. 48° 14′ 2,6″ N, 16° 20′ 3,9″ O

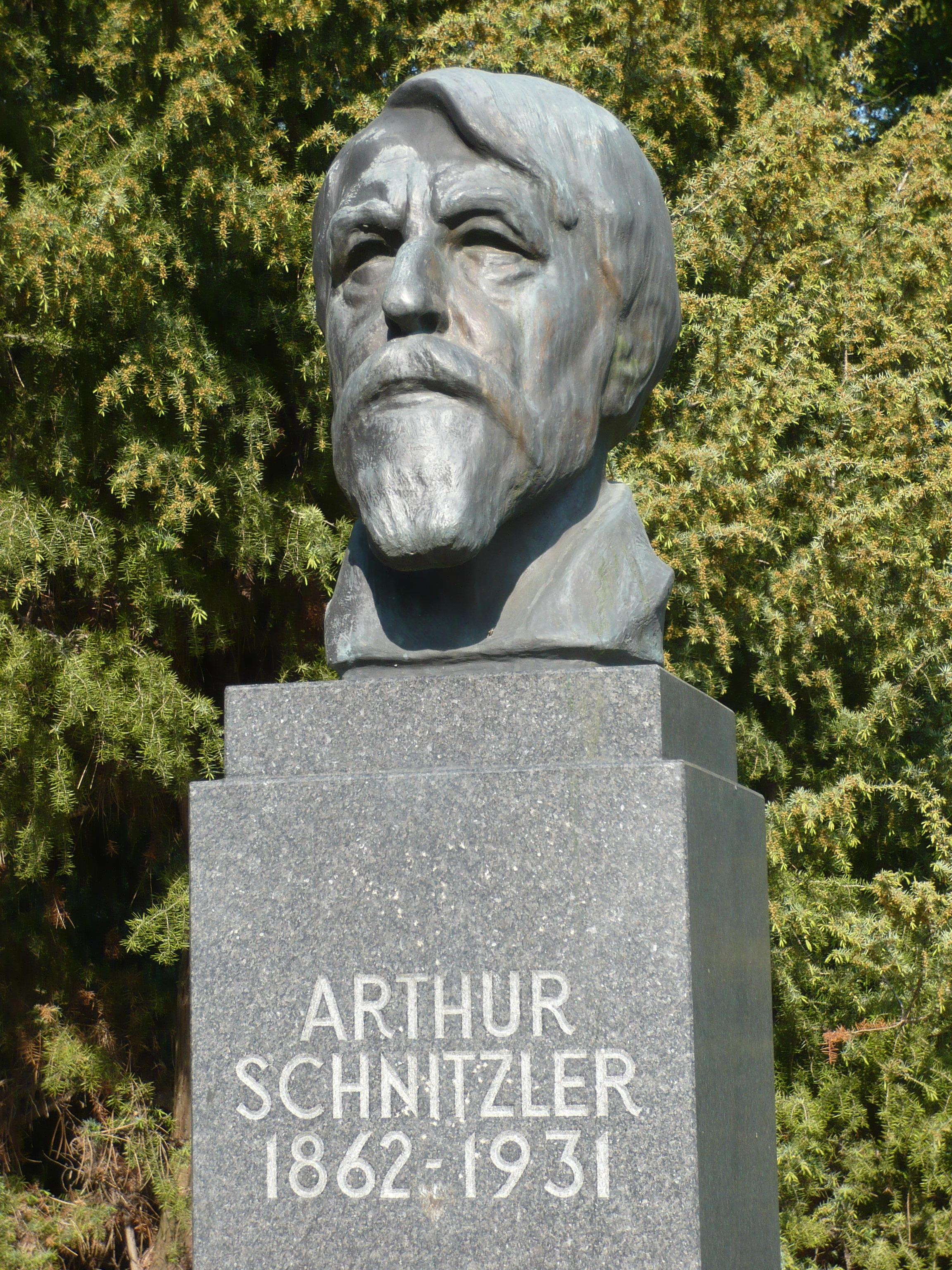
Büste von Paul Peschke im Türkenschanzpark

- Büste von Paul Peschke im TürkenschanzparkAm 13. Mai 1982 – zwei Tage vor Schnitzlers 120. Geburtstag – fand die Enthüllung einer Büste von Paul Peschke im Wiener Türkenschanzpark (18. Bezirk) statt.[2] Initiiert wurde das Denkmal von Viktor Anninger (1911–2004), der mit der Tochter Lili Schnitzler befreundet war und in Schnitzlers Haus in der Sternwartestraße 71 verkehrte. Peschke wiederum war der Schwiegersohn von Ferdinand Schmutzer und wohnte, als er das Denkmal erstellte, genau gegenüber von Schnitzlers ehemaligem Wohnhaus im vormaligen Haus seines Schwiegervaters. 48° 14′ 2,6″ N, 16° 20′ 3,9″ O

## Straßen, Plätze und Gebäude

### Gebäude

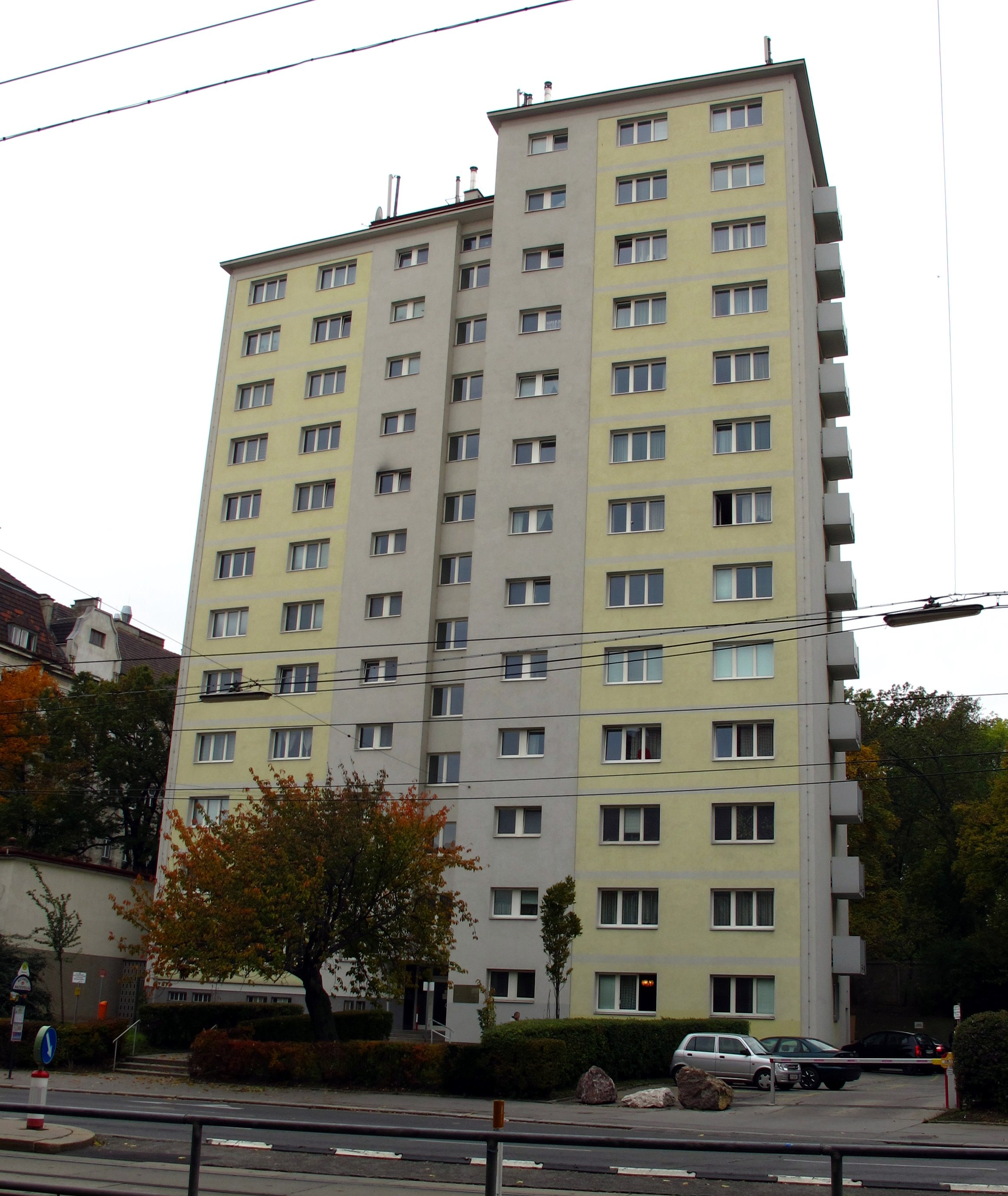
Arthur-Schnitzler-Hof, Wien

- Arthur-Schnitzler-Hof, Wien1959/1960 Benennung des Arthur-Schnitzler-Hofs in Wien-Döbling (19. Bezirk) 48° 13′ 56,8″ N, 16° 21′ 11,4″ O

### Parks und Plätze

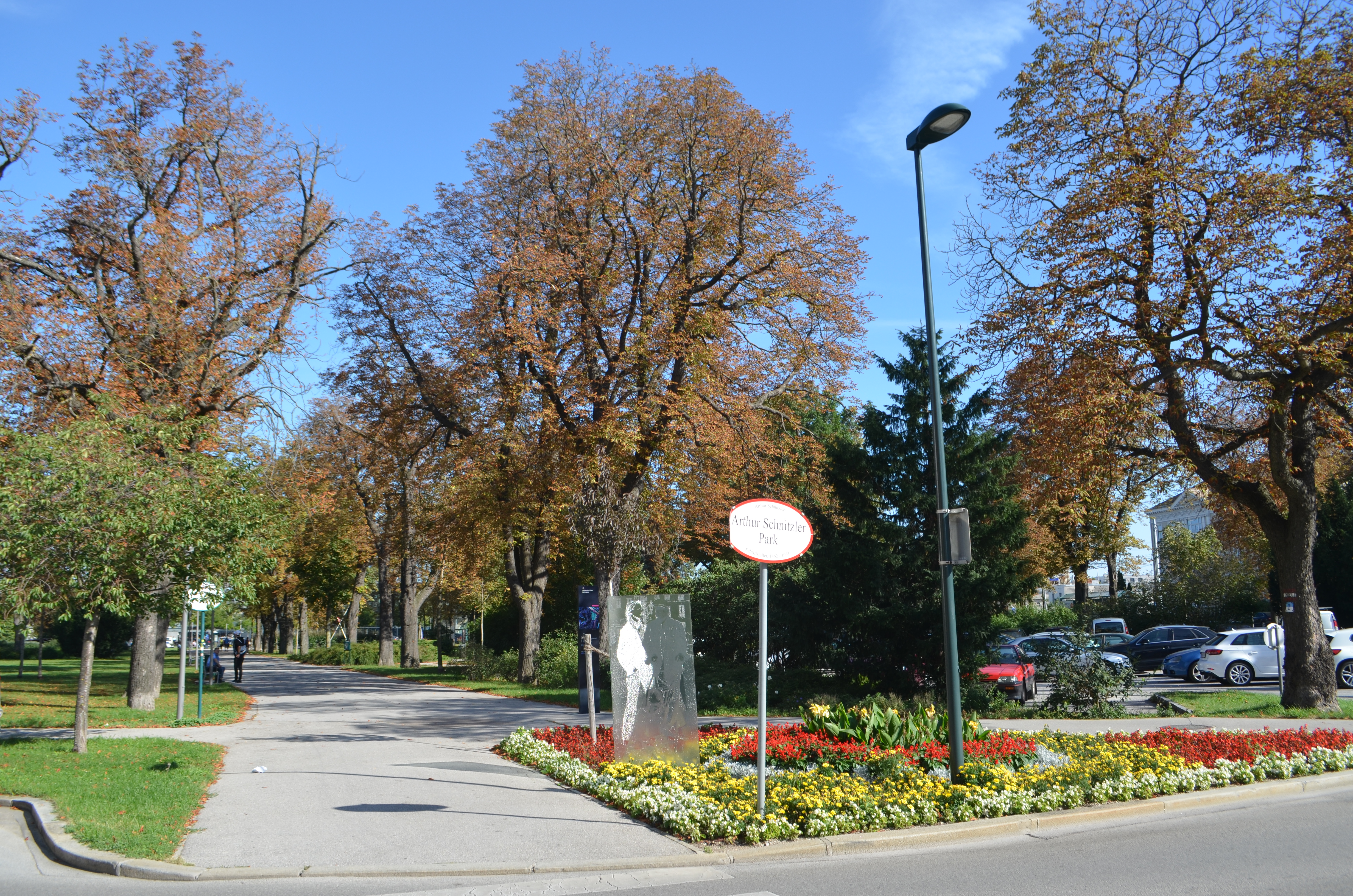
Arthur-Schnitzler-Park, Baden bei Wien

- Arthur-Schnitzler-Park, Baden bei WienApril 2012: Der kleine Park gegenüber dem Bahnhof in Baden (Niederösterreich) wird „Arthur-Schnitzler-Park“ benannt.[3] 48° 12′ 19,3″ N, 16° 14′ 31,5″ O
- 6. Mai 2017: Einem Gemeinderatsbeschluss vom September 2016 folgend wird im 7. Wiener Gemeindebezirk, Neubau, der Vorplatz des Volkstheaters zwischen Burggasse, Museumstraße und Neustiftgasse „Arthur-Schnitzler-Platz“ benannt.[4][5] Das Theater verwendet nun die Adresse 1070 Wien, Arthur-Schnitzler-Platz 1. 48° 12′ 19,3″ N, 16° 21′ 23,5″ O (Davor gab es zwar Straßenbenennungen in Wien für die anderen literarischen Proponenten der Wiener Moderne Richard Beer-Hofmann, Hugo von Hofmannsthal, Peter Altenberg und Karl Kraus aber eben keine für Schnitzler.)

### Straßen, Gasse und Wege
- Amstetten: Arthur-Schnitzler-Straße 48° 6′ 42,2″ N, 14° 53′ 0,1″ O
- Graz: Arthur-Schnitzler-Gasse 47° 6′ 45,4″ N, 15° 25′ 39,2″ O
- Graz (Andritz): Arthur-Schnitzler-Gasse 47° 6′ 44,9″ N, 15° 25′ 41,1″ O
- Neunkirchen (Niederösterreich): Arthur-Schnitzler-Gasse 47° 44′ 0,7″ N, 16° 5′ 0,7″ O
- Salzburg-Aigen: Arthur-Schnitzler-Straße 47° 47′ 10,6″ N, 13° 4′ 57,4″ O
- St. Pölten: Arthur-Schnitzler-Straße 48° 10′ 10,9″ N, 15° 36′ 34,7″ O
- Tel Aviv: שניצלר Shnitzler Arthur st. 32° 3′ 16,8″ N, 34° 45′ 49,8″ O
- Timelkam: Arthur-Schnitzler-Straße 47° 59′ 50,7″ N, 13° 36′ 20,7″ O
- Lutherstadt Wittenberg: Arthur-Schnitzler-Straße 51° 53′ 12,6″ N, 12° 40′ 9,1″ O
- Lutherstadt Wittenberg: Arthur-Schnitzler-Weg 51° 53′ 11,9″ N, 12° 40′ 17,9″ O

## Gedenktafeln (so nicht anders vermerkt, in Wien)

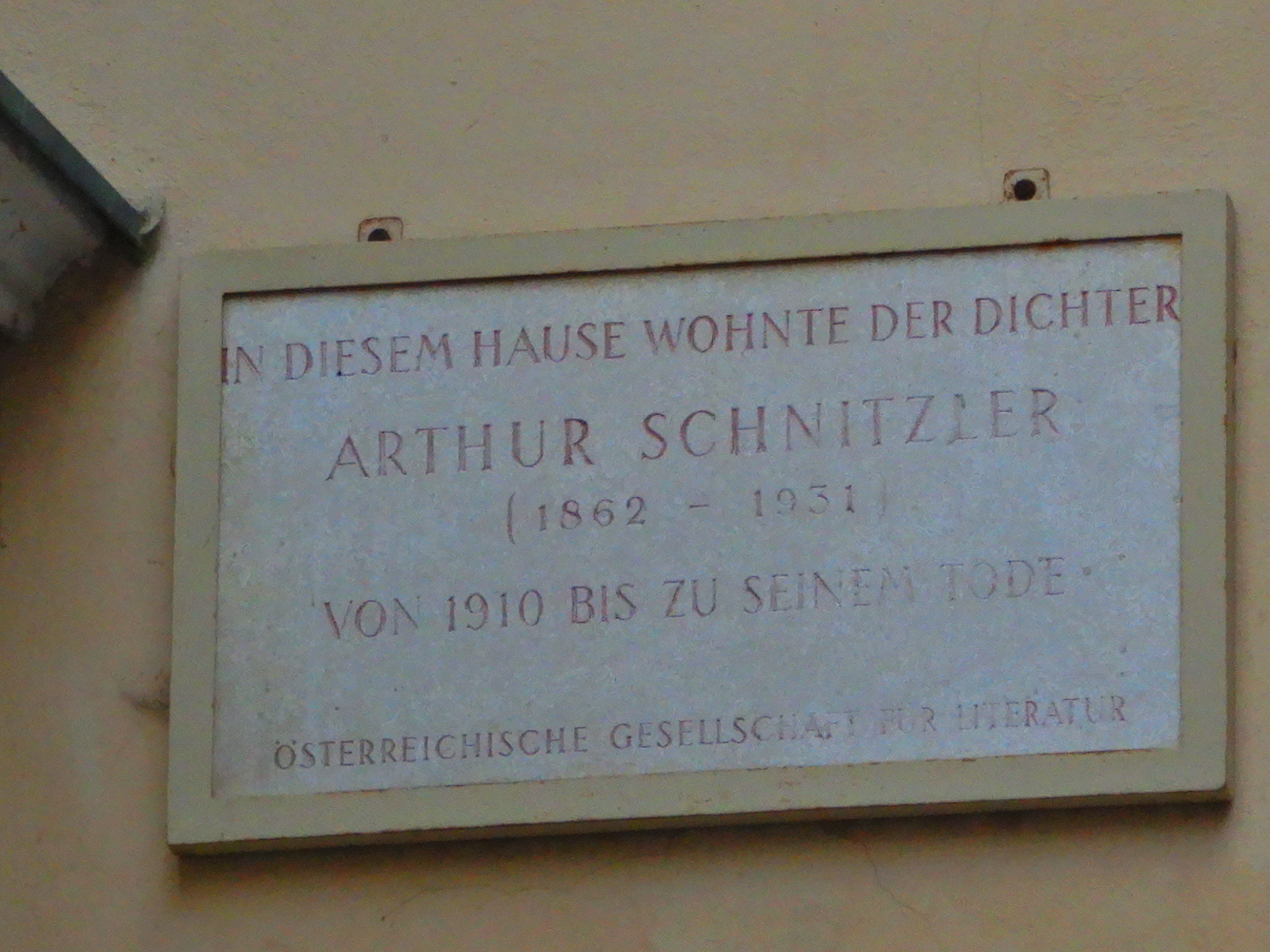
Wien 18. Bezirk, Sternwartestraße 71

- Wien 18. Bezirk, Sternwartestraße 711962 wurde anlässlich des 100. Geburtstags an seinem Wohnhaus in der Sternwartestraße 71 eine Marmortafel angebracht: „In diesem Hause wohnte der Dichter Arthur Schnitzler (1862–1931) von 1910 bis zu seinem Tode. Österreichische Gesellschaft für Literatur“[6]

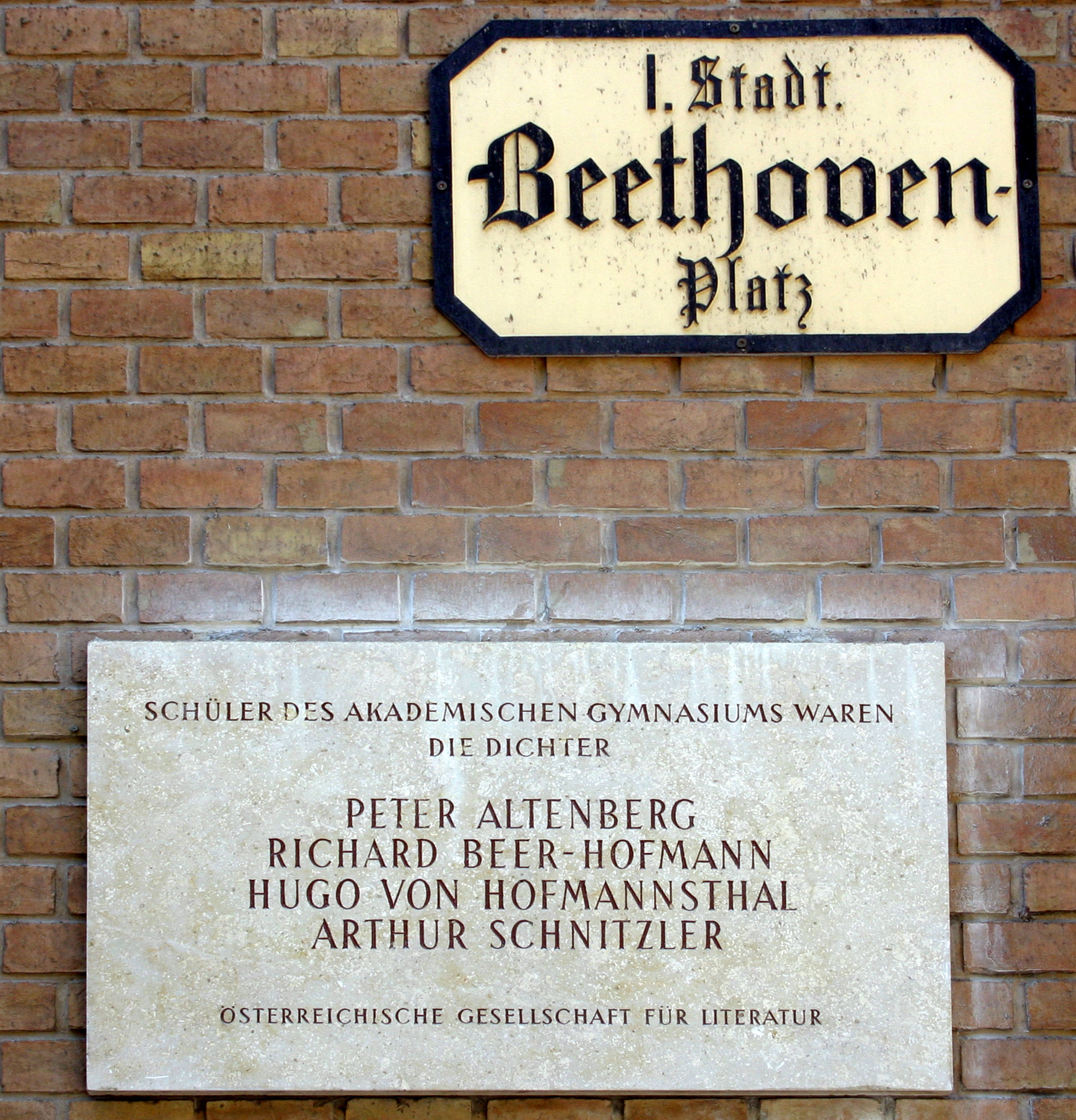
Wien-Akademisches Gymnasium

- Wien-Akademisches GymnasiumAm Akademischen Gymnasium befindet sich seit dem 24. Juni 1963 folgende Tafel: „Schüler des Akademischen Gymnasiums waren die Dichter Peter Altenberg / Richard Beer-Hofmann / Hugo von Hofmannsthal / Arthur Schnitzler / Österreichische Gesellschaft für Literatur“[7]
- Anlässlich des Erscheinens des Briefwechsels von Schnitzler mit Olga Waissnix im Herbst 1970 hätte auch an ihrem Wohn- und Arbeitsort, dem Thalhof (Reichenau an der Rax), eine Tafel angebracht werden. Das wurde aber von Seiten der Familie Waissnix abgelehnt.[6]

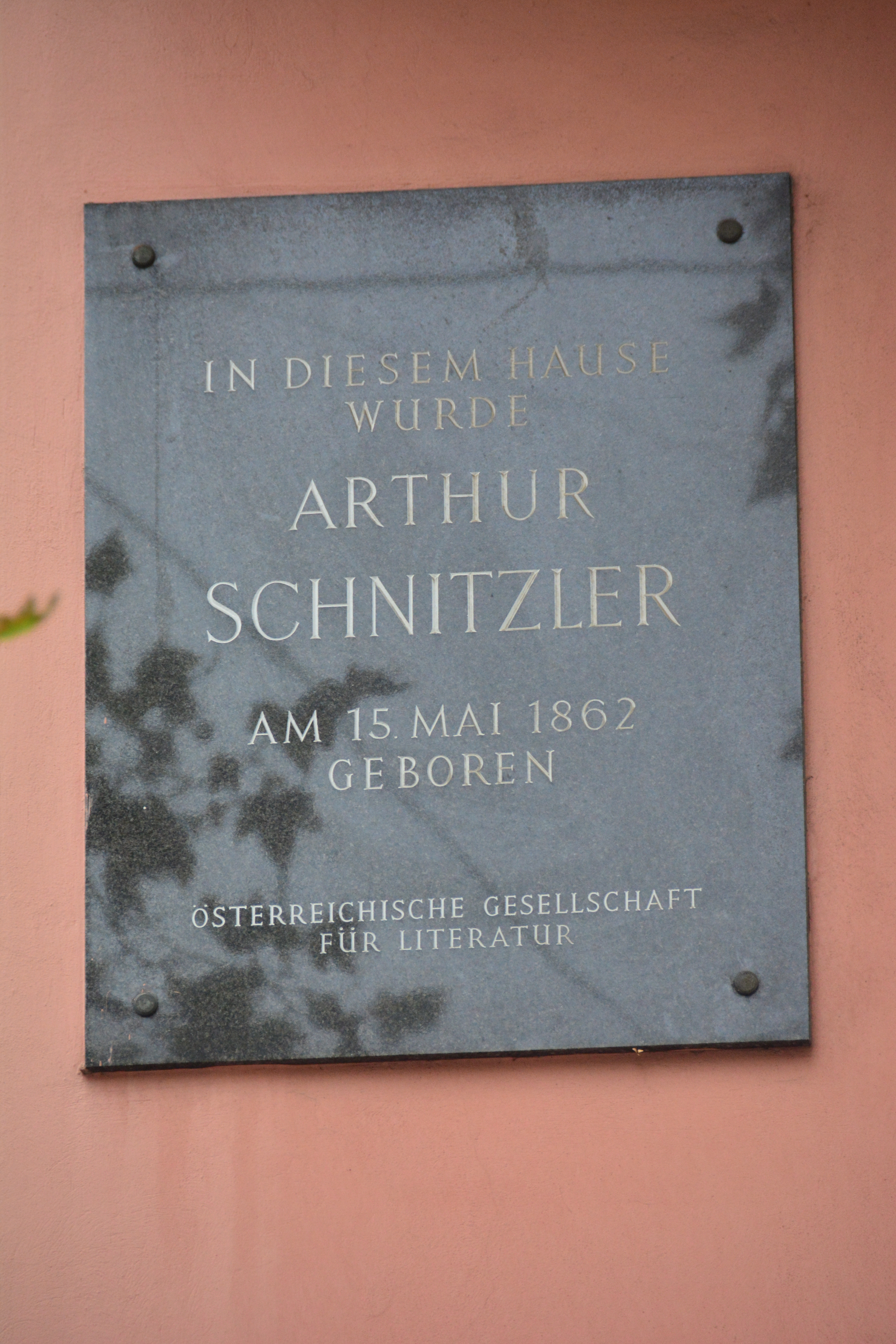
Tafel am Geburtshaus

- Tafel am GeburtshausAn seinem Geburtshaus in der Praterstraße 16 wurde am 29. Mai 1984 eine Gedenktafel mit folgendem Text angebracht: „In diesem Haus wurde Arthur Schnitzler am 15. Mai 1862 geboren / Österreichische Gesellschaft für Literatur“[6]

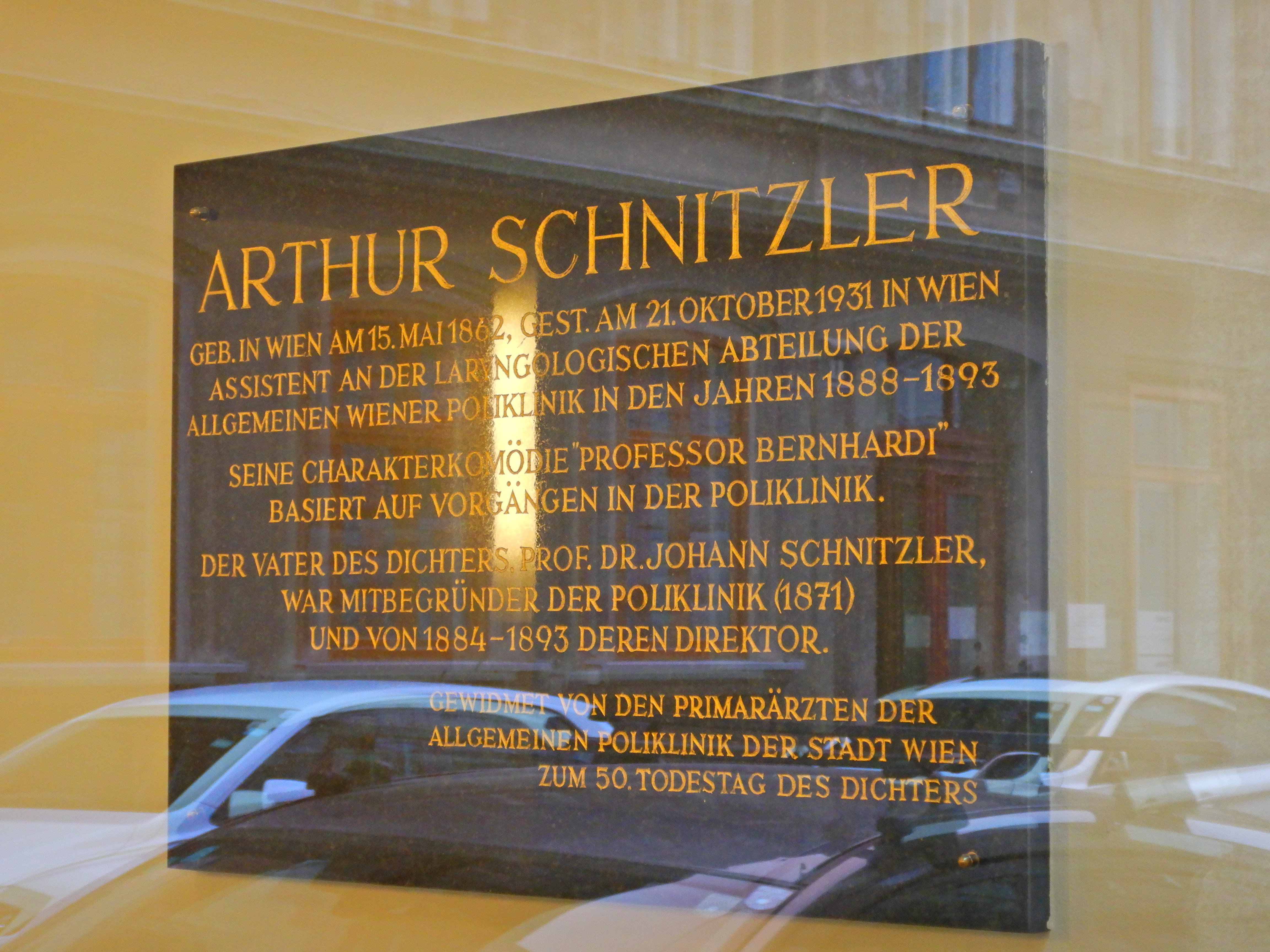
Tafel in der Allgemeinen Poliklinik (1981)

- Tafel in der Allgemeinen Poliklinik (1981)Mariannengasse 10 (Standort der Allgemeinen Poliklinik), mit folgender Aufschrift: „Arthur Schnitzler geb. in Wien am 15. Mai 1862, gest. am 21. Oktober 1931 in Wien. Assistent an der laryngologischen Abteilung der Allgemeinen Wiener Poliklinik in den Jahren 1888–1893. Seine Charakterkomödie ›Professor Bernhardi‹ basiert auf Vorgängen in der Poliklinik. Der Vater des Dichters, Prof. Dr. Johann Schnitzler, war Mitbegründer der Poliklinik (1871) und von 1884–1893 deren Direktor. Gewidmet von den Primarärzten der Allgemeinen Poliklinik der Stadt Wien zum 50. Todestag des Dichters“

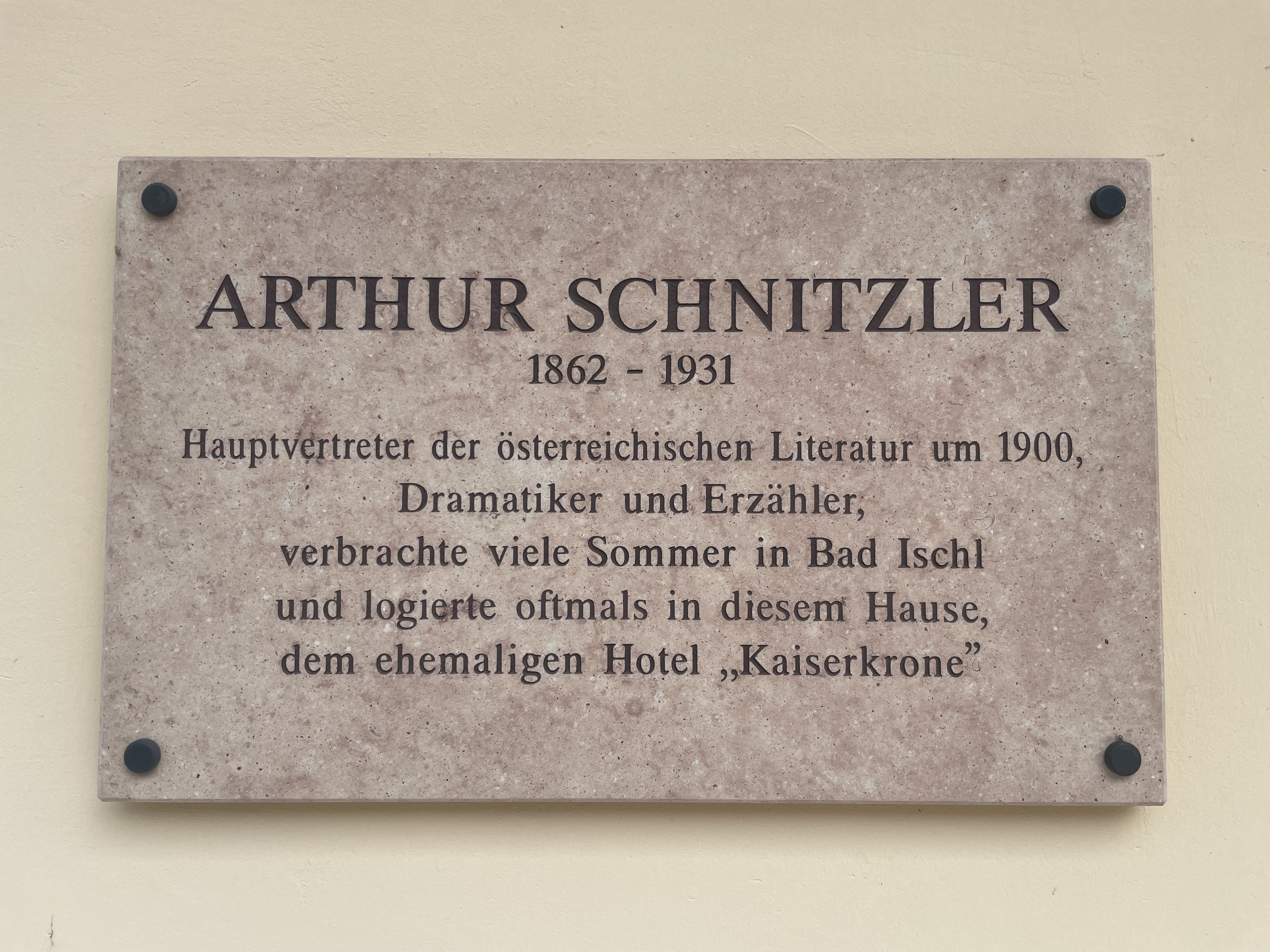
Gedenktafel für Arthur Schnitzler am ehemaligen Hotel Kaiserkrone in Bad Ischl

- Gedenktafel für Arthur Schnitzler am ehemaligen Hotel Kaiserkrone in Bad IschlAm 13. Mai 2015 wurde in Bad Ischl eine Tafel am ehemaligen Hotel Kaiserkrone (Salzburger Straße 19) aufgehängt.[8] Der Text lautet: „Arthur Schnitzler 1862–1931 / Hauptvertreter der österreichischen Literatur um 1900, Dramatiker und Erzähler, verbrachte viele Sommer in Bad Ischl und logierte oftmals in diesem Hause, dem ehemaligen Hotel ›Kaiserkrone‹“
- Er wurde am 23. Oktober 1931[9] auf dem Wiener Zentralfriedhof in der Alten Israelitischen Abteilung, Tor 1, bestattet. Mit ihm ist sein Sohn Heinrich Schnitzler beerdigt.

## Ausstellungen
- 29. Mai – 24. Juni 1962: Arthur Schnitzler 1862–1962. Leben – Werk – Schicksal. Ausstellung in der Akademie der bildenden Künste Wien. Veranstaltet vom Amt für Kultur, Volksbildung und Schulverwaltung. Gestaltet von der Wiener Stadtbibliothek unter Mitarbeit von Karl Gladt zusammengestellt von Ferdinand Wernigg.[10]
- 11. Mai – 28. Juni 1981: Arthur Schnitzler (1862–1931). Ausstellung der Wiener Festwochen 1981, Österreichische Länderbank, Freyung, 1010 Wien.[11]
- 11. Mai – 30. Juni 2000: „Sicherheit ist nirgends“. Das Tagebuch des Arthur Schnitzler. Eine Ausstellung des Deutschen Literaturarchiv Marbach in Verbindung mit der Österreichischen Akademie der Wissenschaften und dem Magistrat der Stadt Wien im Palais Palffy.[12]
- 1. Juli – 12. August 2001: dasselbe, Literaturhaus Berlin[13]
- 17. bis 9. Dezember 2001: dasselbe, Deutsches Literaturarchiv Marbach[13]
- seit Juli 2001: Gedenkraum im Bezirksmuseum Alsergrund[13]
- 12. Oktober 2006 – 21. Januar 2007: Affairen und Affekte. Kuratiert von Evelyne Polt-Heinzl und Gisela Steinlechner. Theatermuseum (Wien)[14]
- 3. Mai bis 17. Juni 2007: dasselbe, Bratislava[13]
- 1. September – 28. Oktober 2007: dasselbe, Literaturhaus Berlin[13]
- 14. November 2007 – 13. April 2008: Arthur Schnitzler – Amori e affetti, Triest[15]
- 25. Juni bis 22. August 2008: Affairen und Affekte, wie oben, Stifterhaus, Linz[13]
- 20. Juni – 2. September 2012: Affairen und Affekte. Zum 150. Geburtstag von Arthur Schnitzler. Erweiterte Ausgabe der vorigen Ausstellung, Museum Strauhof.[16]

### Ausstellungskataloge
- Arthur Schnitzler (1862–1931). Materialien zur Ausstellung der Wiener Festwochen 1981. Hg. Arthur Schnitzler-Institut, zusammengestellt von Peter Braunwarth, Richard Miklin, Susanne Pertlik, Walter Ruprechter, Reinhard Urbach. Wien 1981.
- »Sicherheit ist nirgends«. Das Tagebuch von Arthur Schnitzler. Bearbeitet von Ulrich v. Bülow. Marbacher Magazin 93/2001, S. 27. (für die Ausstellungen im Palais Palffy Wien (Mai/Juni 2000) und im Schiller-Nationalmuseum)
- Evelyne Polt-Heinzl und Gisela Steinlechner (Hrsg.innen): Arthur Schnitzler. Affairen und Affekte. Wien: Christian Brandstätter-Verlag / Österreichisches Theatermuseum 2006, ISBN 978-3-902510-58-7

## Sonstige Würdigungen
- Schnitzlers 125. Geburtstag wurde von der Österreichischen Post 1987 mit einer Sondermarke gefeiert. Der Nennwert betrug sechs Schilling. Die Zeichnung von Schnitzler stammte von Otto Zeiller (1913–1988), die grafische Ausführung stammte von Wolfgang Seidel (geboren 1946).[17]
- 1995 wurde anlässlich des EU-Beitritts Österreich eine Goldmünzenserie aus 24 Teilen produziert, bei der eine Münze Schnitzler gewidmet war. Die Auflage betrug 1.000 Stück, der Durchmesser 40 mm, das Gewicht der einzelnen Münzen 27 Gramm. Die Rückseite war für die ganze Serie gleich und zeigte zum Text „Servus Austria“ eine Trompete, ein Streichinstrument und florale Ranken.[18] Die angegebene Währung von „Österreich Ecu“ ist insofern besonders, als die gemeinsame Währung der Europäischen Union, die dann wenige Jahre später eingeführt wurde, nicht mehr so hieß, sondern Euro.
- 2001 wurde im Bezirksmuseum Alsergrund ein Schnitzler-Memorial eröffnet.[19]
- Seit 2002 wird von der Arthur-Schnitzler-Gesellschaft alle vier Jahre der Arthur-Schnitzler-Preis vergeben. Dieser wird vom österreichischen Unterrichtsministerium und der Kulturabteilung der Stadt Wien mit 10.000 Euro dotiert.
- 2012 wurde in Baden bei Wien ein „Badener Silbertaler“ produziert, der auf der einen Seite Schnitzler im Halbprofil zeigt, im Hintergrund die Villa Hahn. Dazu sind die beiden in Baden spielenden Werke im Schriftzug genannt: Spiel im Morgengrauen und Das weite Land. Die Silbermünze kostete 42 € und hatte eine Auflage von 750 Stück.[20][21]
- Ab dem 20. Oktober 2021 wurde von der Österreichischen Post eine Sonderbriefmarke ausgegeben, die an die erste Aufführung von Reigen in Wien am 1. Februar 1921 erinnern sollte. Die Auflage betrug 360.000 Stück, der Nennwert 0,85 €.[22]
- Im Romdalsmuseet in Molde wurde im Sommer 2023 eine von Julia Ilgner betreute Schautafel zu Schnitzlers Skandinavienreise 1896 aufgehängt.[23][24]
- Im Hotel Ochs in Bad Ischl heißt die Bar „Arthur Schnitzler Bar“.[25] (Stand 19. März 2025)